# Divinidad
La divinidad o lo divino son aquellas cosas que están relacionadas, devotas o proceden de Dios o de alguna otra deidad.

## Contexto
La expresión «lo divino» se utiliza de manera variable en distintas confesiones y creencias, e incluso entre diferentes individuos dentro de una misma fe, para referirse a un poder transcendental, o a sus atributos y manifestaciones en el mundo, y aunque puede, no tiene por qué presuponer la existencia de diversos dioses o de un único Dios absoluto.
Esta diferencia entre divinidad y deidad se puede ilustrar haciendo alusión a la visión cosmológica de alguna religión no teísta, como por ejemplo el budismo, donde, mientras la divinidad es entendida principalmente como la ley que gobierna el mundo, de manera infinita y eterna, las deidades (devas) son mortales —aunque su longevidad se mida en millones de años— y no tienen el poder de ir contra esa ley suprema.

## Usos de la palabra
Para la palabra «divinidad» existen tres usos diferentes, que sería posible superponer o integrar:
- En referencia al Dios único y absoluto de las religiones monoteístas, o bien a un dios de las religiones politeístas, u otra entidad similar a un dios.
- En referencia a poderes, fuerzas, energías, leyes o verdades que son universales y que trascienden las capacidades humanas.
- En referencia a las cualidades de individuos o del ser humano si se considera que tiene un acceso especial a, o es parte de lo divino.

La divinidad como fuerza o poder, se refiere a la operación de un poder transcendental al mundo.
Los diversos dioses de las múltiples corrientes del hinduismo representan uno u otro aspecto del funcionamiento del mundo, pero se reconoce que cada dios es sólo un aspecto de una única esencia divina que lo abarca todo (Brahman), sin forma y sin características.
Igualmente, el taoísmo propone un principio operante trascendental llamado Tao, que no es ni un ser ni una entidad, pero que da orden a este mundo.

### Entidad
Artículo principal: Deidad
En las religiones monoteístas, la palabra divinidad se usa a menudo para referirse al Dios singular central de esa fe. A menudo, la palabra toma el artículo definido y se escribe con mayúscula - "la Divinidad" - como si fuera un nombre propio o honorífico definitivo. Divino - en mayúscula - puede usarse como un adjetivo para referirse a las manifestaciones de tal Divinidad o sus poderes: p. ej. "tomando el sol en la Divina presencia ..."
Los términos divinidad y divino, sin capitalizar y sin el artículo definido, a veces se usan para denotar a un dios(es), u otros seres y entidades que no alcanzan la Divinidad absoluta pero que se encuentran fuera del reino humano.

### Fuerza divina o poder
Como se señaló anteriormente, las divinidades están estrechamente relacionadas con la(s) fuerza(s) o poder(es) trascendente(s) que se les atribuye, tanto que, en algunos casos, los poderes o fuerzas pueden ser invocados adecuadamente. Esto lleva al segundo uso de la palabra divina (y un uso menos común de la divinidad): referirse a la operación del poder trascendente en el mundo.
En su forma más directa, la operación del poder trascendente implica alguna forma de intervención divina. Para las creencias pan y politeístas, esto generalmente implica la acción directa de un dios u otro en el curso de los acontecimientos humanos. En la leyenda griega, por ejemplo, fue Poseidón (dios del mar) quien tuvo éxito en las tormentas que desviaron la nave de Odiseo en su viaje de regreso, y la tradición japonesa sostuvo que un viento enviado por Dios los salvó de la invasión mongol. A menudo se ofrecen oraciones  a dioses específicos del panteísmo para obtener ayuda en empresas particulares: p. viajes seguros, éxito en la guerra o una temporada de cosechas abundantes. Muchas religiones en todo el mundo, desde la religión tradicional sintoísta japonesa y china, ciertas prácticas africanas y las creencias derivadas del Caribe, hasta las creencias de los nativos americanos, sostienen que las deidades ancestrales o domésticas cuentan con protección y bendiciones diarias. En las religiones monoteístas, la intervención divina puede tomar formas muy directas: milagros, visiones o intervenciones de figuras bendecidas.
La fuerza o el poder trascendentes también pueden operar a través de caminos más sutiles e indirectos. Las religiones monoteístas generalmente apoyan alguna versión de la providencia divina, que reconoce que la divinidad tiene un plan profundo pero desconocido que siempre se desarrolla en el mundo. Los eventos imprevisibles, abrumadores o aparentemente injustos a menudo se lanzan a 'la voluntad de lo Divino', en defensas como el inshallah musulmán ('como Dios lo quiere') y el cristiano 'Dios trabaja de maneras misteriosas'. A menudo, tales religiones también ofrecen la posibilidad de una retribución divina, donde la divinidad inesperadamente llevará a los malhechores ante la justicia a través del funcionamiento convencional del mundo; desde la reparación sutil de pequeños errores personales, hasta estragos a gran escala como la destrucción de Sodoma y Gomorra o la Gran Inundación bíblica. Otras religiones son aún más sutiles: la doctrina del karma, compartida por el budismo y el hinduismo, es una ley divina similar a la retribución divina pero sin la connotación de castigo: nuestros actos, buenos o malos, intencionales o no, se reflejan en nosotros como parte del funcionamiento natural del universo. El taoísmo filosófico también propone un principio operante trascendente, transcrito en inglés como tao o dao, que significa 'el camino', que no es una entidad o un ser en sí, sino que refleja el proceso natural en curso del mundo. El misticismo occidental moderno y la filosofía de la nueva era a menudo usan el término 'lo Divino' como un sustantivo en este último sentido: un principio o ser no específico que da origen al mundo, y actúa como la fuente o fuente de vida. En estos últimos casos, las religiones no promueven la deferencia, como sucede en los monoteísmos; más bien, cada uno sugiere un camino de acción que llevará al practicante a cumplir con la ley divina: ahimsa - 'sin daño' - para las religiones budista e hindú; de o te - "acción virtuosa" - en el taoísmo; y cualquiera de las numerosas prácticas de paz y amor en el pensamiento de la nueva era.

### Mortales
Artículo principal: Apoteosis
En el tercer uso, las extensiones de la divinidad y el poder divino se acreditan a los individuos vivos y mortales. Se sabe que los líderes políticos han afirmado la divinidad real en ciertas sociedades primitivas, siendo los antiguos faraones egipcios el principal caso, asumiendo un papel de objetos de culto y acreditados con estatus y poderes sobrehumanos. Más comúnmente, y más pertinente a la historia reciente, los líderes simplemente reclaman alguna forma de mandato divino, lo que sugiere que su gobierno está de acuerdo con la voluntad de Dios. La doctrina del derecho divino de los reyes se introdujo en Occidente en el siglo XVII, proponiendo que los reyes gobernaran por decreto divino; los emperadores japoneses gobernaron por mandato divino hasta el comienzo de la constitución japonesa después de la Segunda Guerra Mundial.
Menos políticamente, la mayoría de las religiones poseen gran cantidad de personas que se cree han sido tocadas por fuerzas divinas: santos, profetas, héroes, oráculos, mártires y seres iluminados, entre otros. Se dice que San Francisco de Asís, en el catolicismo, recibió instrucciones directamente de Dios y que concede indulgencia plena a todos los que confiesan sus pecados y visitan su capilla el día apropiado. En la mitología griega, la madre de Aquiles lo bañó en el río Styx para darle la inmortalidad, y Hércules, como hijo de Zeus, heredó poderes casi divinos. En el taoísmo religioso, Lao Tsu es venerado como un santo con sus propios poderes. Varios individuos en la fe budista, comenzando con Siddhartha, se consideran iluminados, y en las formas religiosas del budismo se les atribuyen poderes divinos. Se dice que Cristo en la Biblia es el Hijo de Dios y que realizó milagros divinos.
En general, los mortales con cualidades divinas se distinguen cuidadosamente de la deidad o deidades en el panteón principal de su religión. Incluso la fe cristiana, que generalmente sostiene que Cristo es idéntico a Dios, distingue entre Dios el Padre y Cristo el Hijo engendrado. Sin embargo, hay ciertas escuelas de pensamiento esotéricas y místicas, presentes en muchas religiones: sufíes en el islam, gnósticos en el cristianismo, hindúes Advaitan, budistas zen, así como varias perspectivas no específicas desarrolladas en la filosofía de la nueva era, que sostienen que todos los humanos son en esencia divinos, o unificados con lo Divino de una manera no trivial. Tal divinidad, en estas religiones, se expresaría naturalmente si no estuviera oscurecida por los mundos sociales y físicos en los que vivimos; necesita ser destacado a través de prácticas espirituales apropiadas.

## La divinidad de los seres humanos
En muchas religiones, como por ejemplo el sufismo islámico, en el gnosticismo o en el hinduismo advaita, se afirma, o bien que todos los humanos son en esencia divinos, o que son parte de lo divino, o que están unidos con lo divino de manera muy significativa. En esta visión se considera que es el mundo físico y social en el que vivimos lo único que nos oculta esta naturaleza divina que poseemos, que se nos mostrará a través de las prácticas espirituales.
En la Iglesia de Jesucristo de los Santos de los Últimos Días, se amplifica la creencia de un origen divino de cada ser humano, con la enseñanza que cada persona es un hijo o una hija espiritual de Dios Padre, y que antes de la creación de este mundo, toda la humanidad vivía espiritualmente con el Padre Celestial y con Jesucristo en una vida premortal donde el Padre Celestial presentó un plan de progreso eterno para sus hijos espirituales.
Por medio de este plan, cada alma tendría la oportunidad de progresar en conocimiento, fe, amor, y gozo, hasta alcanzar un estado divino con Jesucristo si seguían al Señor, por medio de Su misericordia y el arrepentimiento. Recibir un cuerpo físico sería parte de este plan. Los pasos del arrepentimiento, el bautismo, y convenios de guardar los mandamientos fueron explicados para recibir la misericordia prometida. Dejar la presencia de Dios y llegar al mundo mortal sin una recordanza de la vida premortal serían parte de una prueba de fe, y los que no tuviesen el evangelio durante esta vida tendrían la oportunidad de arrepentirse en el mundo de los espíritus antes de la resurrección de cada persona. Esta creencia se basa en escrituras de un «profeta moderno», Joseph Smith, llamadas Doctrina y Convenios y Perla de Gran Precio.

## Cristianismo
En la teología cristiana tradicional, la divinidad es el estado o cualidad de ser divino, y puede denotar la naturaleza o el carácter divino. En hebreo, los términos generalmente serían "el", "elohim", y en griego usualmente "theos" o "theias". La divinidad en la Biblia se considera la Divinidad misma, o Dios en general. O puede tener referencia a una deidad. Incluso los ángeles en los Salmos son considerados divinos o elohim, como seres espirituales, en la forma de Dios.
En el Nuevo Testamento, la palabra griega θεῖον (teión) en la versión de Douay, se traduce como "divinidad". Por ejemplo:
- Hechos 17:29 - "Siendo, pues, linaje de Dios, no debemos pensar que la Divinidad sea semejante a oro, o plata, o piedra, escultura de arte e imaginación de hombres.".[8]
- Romanos 1:20 - "Porque lo invisible de él —su eterno poder y deidad— se deja ver desde la creación del mundo, siendo entendido en las cosas creadas de modo que no tienen excusa".[9]
- Apocalipsis 5:12 - " decían a gran voz: “Digno es el Cordero, que fue inmolado, de recibir el poder, las riquezas, la sabiduría, la fortaleza, la honra, la gloria y la alabanza”."[10]

La palabra traducida como "deidad", "Deidad" o "divinidad" en el Nuevo Testamento griego también es la palabra griega θεότητος (theotētos), y el único versículo que lo contiene es Colosenses 2: 9 - "Porque en él habita corporalmente toda la plenitud de la Deidad...".
La palabra "divino" en el Nuevo Testamento es la palabra griega θείας (theias), y es la forma adjetiva de "divinidad". Ejemplos:
- 2 Pedro 1: 3 - "Su divino poder nos ha concedido todas las cosas que pertenecen a la vida y a la piedad por medio del conocimiento de aquel que nos llamó por su propia gloria y excelencia".[12]
- 2 Pedro 1: 4 - "Mediante ellas nos han sido dadas preciosas y grandísimas promesas, para que por ellas ustedes sean hechos participantes de la naturaleza divina después de haber huido de la corrupción que hay en el mundo debido a las bajas pasiones."[13]

## Santos de los Últimos Días
La concepción más destacada de las entidades divinas en La Iglesia de Jesucristo de los Santos de los Últimos Días (Iglesia SUD) es la Divinidad, un concepto divino de tres seres distintos: Elohim (el Padre), Jehová (el Hijo o Jesús), y El Espíritu Santo. Joseph Smith describió una Deidad no trinitaria, con Dios el Padre y Jesucristo, cada uno con cuerpos físicos individuales, y el Espíritu Santo como un personaje distinto con un cuerpo espiritual. Smith también introdujo la existencia de una Madre celestial en el Discurso King Follett, pero se reconoce muy poco o se conoce más allá de su existencia.
Los mormones creen en el potencial divino de la humanidad; Smith enseñó una forma de divinización donde los hombres y mujeres mortales pueden llegar a ser como Dios a través de la salvación y la exaltación. Lorenzo Snow resumió sucintamente esto usando un pareado, que a menudo se repite dentro de la Iglesia SUD: "Como el hombre ahora es, Dios una vez fue: como Dios es ahora, el hombre puede ser".